# Spintherobolus papilliferus
Spintherobolus papilliferus és una espècie de peix de la família dels caràcids i de l'ordre dels caraciformes.

## Morfologia
- Els mascles poden assolir 6,1 cm de llargària total i les femelles 6,08.
- Nombre de vèrtebres: 35-36.[3]

## Hàbitat
Viu en zones de clima tropical.

## Distribució geogràfica
Es troba a Sud-amèrica: conca del riu Tietê al Brasil.